# 小島一宏 モーニングあいランド
小島一宏 モーニングあいランド（こじまかずひろ モーニングあいランド。タイムテーブル上は「小島一宏 morning あい land」のタイトル）は東海ラジオ放送で放送されていた平日朝のワイド番組。

## 放送時間
- 2002年4月1日 - 2010年4月2日 月曜 - 金曜 6:30 - 9:00（JST）

## 出演者

### パーソナリティ
- 小島一宏（元名古屋テレビ放送アナウンサー）

### アシスタント
- 深谷里奈（当時、東海ラジオアナウンサー）

#### 2002年4月 - 2005年9月
- 青山紀子（当時、東海ラジオアナウンサー、月曜・火曜担当）
- 深谷里奈（水曜 - 金曜担当）

#### 2005年10月 - 2007年3月23日
- 深谷里奈（月曜 - 水曜担当）
- 谷川明美（当時、東海ラジオアナウンサー、木曜・金曜担当）

（注）本来は2007年3月30日までだが、谷川の病気休養に伴い最後の週は深谷が一週間務めた（谷川は当番組降板4か月後の同年7月14日、乳がんのため死去）。

## タイムテーブル

### 番組終了時の主な流れ・コーナー
コーナーの合間など自由に時間が使える場合は、番組で募集されるテーマに基づいたメッセージに加え、普通のメッセージ（主に昨今の時事についての意見など）を紹介。
番組内で放送されるニュースヘッドライン・中日新聞ニュースでニュースを読む際に共通のBGMを使用していた。
以下に記載されている時間はあくまでも目安。この番組を含めて、東海ラジオのタイムテーブルには生放送のワイド番組のコーナーの時間は記載されていない。
- ニュースヘッドライン（オープニング）
- オープニング（6時32分ごろ）－タイトルコールのあと、小島が「今日も元気だ!〜」とキャッチフレーズを叫ぶ。
- 天気予報 － オープニングのニュースヘッドライン後。気象協会とつなぎ天気を解説。日本気象協会東海支部所属の気象予報士が6時台・7時台前半の天気予報に登場し、詳しい情報を伝える。
- おはよう小島塾（6時47分） － 時事からクイズを出題。比較的難易度の高い問題が多い。正解すると商品券3000円がもらえるが、間違えたらある程度まで繰り越される。なおクイズに出演するには、7時台前半に発表されるキーワードを電話やメール・FAXで番組宛に送ることが条件となっている。なお、以前は「小・中・高」の3段階にクイズのレベルが分かれており、内容もそれぞれ使用されている教科書から問題が出題されていた。
- 僕の作文・私の作文
- JFマリンバンク海の天気予報[1] － 通常の天気予報とともに、海に関する気象情報（放送エリア内の波情報など）も伝える。
- 交通情報
- 今日の動き － 今日の世の中の主な動きを小島が紹介。2009年3月まではアイランドBOXの後に放送されていた。
- ニュースパック（7時の時報後） － 内容としてはニュースヘッドラインを放送するが、深谷がニュースを読み、その都度小島が意見を言うというパターンとなっている。
- アイランドBOX（7時10分） － ニッポン放送制作の企画ネットコーナー『お早うネットワーク』枠。スポーツニュース[2]を伝える枠となっている。
- 交通情報
- アイランドEYE（7時17分頃）

コーナーの流れ：交通情報（ - 2009年3月頃）→曜日別のコメンテーターが登場（NISSANビジネスサポートトピックスの頃はコーナーの始めと終わりに区切りのメッセージがあった）
コメンテーター
月曜：大谷昭宏（ジャーナリスト） － 担当は時事全般
火曜：高野孟（ジャーナリスト） － 担当は政治全般
水曜：内田俊宏（三菱UFJリサーチ&コンサルティングエコノミスト） － 担当は経済全般
木曜：石井達也（共同通信編集委員政治部デスク） － 担当は政治・特に国会が中心。
金曜：週替わりで、事前に収録したものや、生電話でゲストが出演し、放送する。
- 天気予報（7時26分） － 日本気象協会とつなぎ再び天気を解説してもらうが、6時台と比べると具体的に解説することが多い。
- トヨタモーニングナビゲート 週刊エンター（2009年4月6日 - 。7時30分 - 7時38分。制作：文化放送）
- 交通情報
- ハッピーニュース－心が和むようなニュース・話題を紹介する
- 鈴木杏樹のいってらっしゃい（7時47分）

2006年の秋ごろからは「さっ続いて、鈴木杏樹さーん!」と小島が呼びかけてから始まるようになった。
- 今日の叫び（7時52分） － 通称：叫び。身近なことや社会のことなど、リスナーの叫びを紹介。

放送では「今日の独り言」でコーナーが始まるが、「今日の叫び」と呼ぶ小島および番組HPと相違がある。
- 天気予報
- 中日新聞ニュース（8時）
- 芸能ニュース － タイムテーブルなどには記載されていないコーナーで、深谷が話題を紹介する。
- 交通情報
  - 交通情報を伝えてもらった後、小島によるグリーンプロジェクトのミニコーナーがある。
- こちらトクダネ特捜部（8時10分） － 東海ラジオアナウンサーが気になる話題をリポート。尚、2007年5月頃からは、各曜日ごとにサブタイトルやテーマが付いた。

月曜：トレンドチェック　担当：山崎聡子（東海ラジオアナウンサー）
火曜：不明（番組ブログには、「ダイナマイトレポ」と表記されている）　担当：古池真由美（元東海ラジオ・リポーター）　　　　　　　　
水曜：食　担当：角田智美
木曜：見て触れて体験する　担当：山口由里
金曜：ECOでえ〜こに　担当：深谷
- モーニングレーダー〔8時15分） － 地域の話題を小島の取材や電話による事前取材を交えながら紹介（月:三重県　火:岐阜県　水:愛知県　木：特に地域・エリア設定なし　金：リスナーなどからの情報を元にした週末おすすめ情報）〕
- 天気予報
- こじまん総研〔6時台→7時台前半→8時20分（2009年4月6日 - ）〕 － 経済トレンド情報を伝える。2009年2月頃までは日経MJの記事が紹介されていたが、同年3月頃からはフジサンケイ ビジネスアイの記事から紹介している。また月曜日にゲストとして藤沢久美（シンクタンク・ソフィアバンク副代表）や西村晃（経済評論家）が電話で出演し、二人が注目する企業や経済の話などをする。
- セントレアリポート（金曜日のみ）－セントレアからのイベント情報などをセントレアからゲストをスタジオに迎えて紹介。一時期、2009年2月頃までモアイ広場の後に行われていた（その頃はゲストなし）が、2009年10月9日[3]より再びスタートした。
- 小島コラム（8時30分頃） － 月曜・火曜は小島による時事の話題、水曜 - 金曜は著名人のインタビュー（主に近日公開・現在上映中の映画の監督・出演者などにインタビューしたものが放送されることが多い）というパターンが多い（稀に月曜などにも著名人のインタビューを放送することがある）。
- モアイ広場－リスナーからの昨今の時事などに関するメッセージを紹介する。小島や深谷が自身の考えや意見を述べることも多い。
- 交通情報（8時40分頃）
- リクエストコーナー（8時41分頃。金曜日のみ6時台にも放送） － 毎週テーマを設け、テーマに基づいた曲をリクエストしてもらい、リクエスト曲をかけるというコーナー。曲をかける前に、曲にまつわるエピソードやメッセージを読むこともある。
- 快適生活ラジオショッピング（2008年2月4日〜） － 深谷が聞き手・電話出演で担当者が商品を紹介するという形式のものを放送
- 本社社屋の8階テラスより、小島が天気をリポート。以前は、「BOSSレインボー天気予報」だった。2008年はこの後に「アルガード花粉情報」を放送したが、例年通りの気象協会と電話をつなぐ方式ではなく、深谷が原稿を読んでいた。
- レースガイド － 今日、近日中に行われる公営レースの案内。「かにタク言ったもん勝ち」が10時スタートの頃は9時の時報後に放送していた（バックに流れる音楽も違っていた）。
- 今日のその氣いらんかね〜（エンディング直前のコーナー） － 創風作家・康光岐が、その日に基づいた一日を送るアドバイス等を語るコーナー。コーナーの最後に元氣も氣持ちも、その氣の氣、あなたもその氣いらんかね〜と言って番組エンディングへとつながっていくのがお決まりである。
- エンディング・エンディングトーク － 終盤には「かにタク言ったもん勝ち」のパーソナリティ・蟹江篤子とタクマとのからみがある。

### 過去のコーナー
- 健康ワンポイント（ニッポン放送制作。8:34頃 - ）
- NISSANビジネスサポートトピックス（7時33分） － コーナー内容はアイランドEYEとほぼ同じである。
- デパート情報（女性アナウンサーのナレーションで松坂屋、丸栄、名古屋三越、名鉄百貨店からの情報を各百貨店ごとの音楽にのせて届けるものだったが、ジェイアール名古屋タカシマヤの情報は放送されなかった）
- 「他人の子供を叱ろう!作ろう大人と子供のいい関係」－ 小島が聞き手となり、週替わりでゲストを迎え「子ども」や「親子」・「教育」といった話題をテーマに、話を繰り広げる。
- モあいな住まいづくり（毎週金曜日、8:45頃） － 小島・深谷が考えるマイホームプラン（リスナーからプランに対する意見・アドバイスなども募集）を題材にコーナーをすすめる。
- タイムプレイスミュージック（8時45分頃） － コーナー名のとおり、時間や場所に合わせたリスナー自身のエピソードに沿ったリクエストを募集し、リクエスト曲を流していた。
- 鈴鹿8耐インフォメーション（8時台後半） － 東海地方の民放ラジオ局が鈴鹿8耐に出場する地元の1チームを番組が応援するという企画の東海ラジオの番組枠。番組では応援するチームを紹介したほか、鈴鹿8耐について関係者（場内実況アナなど）に電話インタビューを行っていた。
- リオシティハッピーウィークエンド（金曜日のみ） － 担当はAZUSA（旧名・千駄あずさ）[4]リオシティから様々なイベント情報を伝える。2009年9月25日まで放送されていた。

### 期間限定のコーナー
- アルガード花粉情報 － 2007年までは花粉が多く飛ぶ時期に放送され、気象協会とつなぎ、放送日の花粉の飛散量などを解説していたが、2008年は8時台後半の8Fテラスからの天気リポート・2009年は7時台前半の天気予報（気象協会の職員が出演する枠であるため、職員からの解説がある）に内包された。

## その他
- 愛称はタイトルを縮めてモアイとなっていた。
- 番組内では随時、番組オリジナルの効果音とともに、アシスタントの深谷が時刻を知らせることがあった（主に、交通情報の直前等）。
  - また、東海ラジオの土曜日に放送されている源石和輝の土曜スタイル!でも、時刻を知らせる際に、同じ効果音のみを使用し、時刻を知らせることがある。
- 小島が休みをとる場合は、東海ラジオのアナウンサーが担当する。番組冒頭のキャッチフレーズ「今日は元気だ〜！」の叫びは割愛されるが、源石和輝が担当する日に限りキャッチフレーズをもじった「今日は源石だぁ〜っ！」と叫びが入って番組がスタートしていた。また、1回のみ青山・深谷のアシスタントコンビが出演した日があり、2人がキャッチフレーズを叫んだ。
- なお番組内では、「交通安全 今日の一言」を届ける。内容は、愛知県警の女性職員が交通安全に関する啓発メッセージなどを8時の時報前に届ける。なお、コーナーではないので、タイムテーブルには掲載されていない。